# Russische Burgeroorlog
De Russische Burgeroorlog (Russisch: Гражданская война в России; Grazjdanskaja vojna v Rossii) (7 november (25 oktober o.s.) 1917 – 25 oktober 1922) was een oorlog in het voormalige Keizerrijk Rusland tussen het bolsjewistische Rode Leger en het Witte Leger, de losjes geallieerde anti-bolsjewistische troepen. Buitenlandse geallieerden en de pro-Duitse legers vochten tegen het Rode Leger. De oorlog verliep aanvankelijk slecht voor de Roden. De Witten namen heel Siberië, Oekraïne, het zuidoosten en het westen en noordwesten in bezit. In een aantal landen die zich onafhankelijk verklaarden, zoals Finland, vonden kleine burgeroorlogen plaats tussen Roden en Witten. Petrograd (Sint-Petersburg) werd vanuit het noorden en westen in de tang genomen, terwijl Denikin en Koltsjak Moskou en Tsaritsyn) bedreigden. De Polen namen Kiev in. In 1919 versloeg het Rode Leger de Witte Strijdkrachten van Zuid-Rusland in Oekraïne en het leger onder leiding van Aleksandr Koltsjak in Siberië. De overblijfselen van de Witte troepen onder leiding van Pjotr Wrangel werden in de herfst van 1920 verslagen op de Krim en geëvacueerd. Een aantal onafhankelijke landen - Finland, Estland, Letland, Litouwen en Polen - kwam voort uit de oorlog.

## Inleiding
De Oktoberrevolutie had in 1917 de bolsjewieken onder leiding van Lenin aan de macht gebracht. Zij genoten slechts steun van ca. 25% van de bevolking, maar grepen door krachtig optreden toch de macht. Uit voormalig tsaristische legers begonnen zich nu echter de Witte legers te vormen: anticommunistische troepen, geleid door tsaristische generaals, waarin monarchisten, liberalen, mensjewieken, sociaal-revolutionairen, Kozakken en de adel meevochten. Het Witte Leger vocht voornamelijk tegen het Rode Leger van de bolsjewistische revolutionairen. Naast deze twee grote legers bestonden verschillende onafhankelijke legers van anarchisten en etnische minderheden. De Witten werden bijgestaan door geallieerde troepen.

## Verloop van de oorlog
Eind 1918 moesten de Roden, die geconcentreerd waren in een relatief klein gebied rond Moskou en Petrograd, de volgende tegenstanders het hoofd bieden:
- Witten onder leiding van generaal Jevgeni Miller bij Archangelsk, bijgestaan door de Amerikanen en later de Britten;
- Witten onder leiding van admiraal Aleksandr Koltsjak in Siberië, bijgestaan door de Amerikanen;
- Het Tsjechisch Legioen dat vooral terug naar huis wilde;
- Een Japans leger, dat een deel van Oost-Siberië bezette waar Tokio een oogje op had;
- Witte Kozakken uit het zuidoosten;
- Witten onder leiding van generaal Pjotr Krasnov en Anton Denikin (later generaal Pjotr Wrangel) in het zuiden en Oekraïne, bijgestaan door de Fransen;
- Witten onder leiding van generaal Nikolaj Joedenitsj, bijgestaan door de Britse vloot;
- Finnen, Polen, Esten, Letten, Litouwers, Oekraïners, Armenen, Azerbeidzjanen, Georgiërs, Turken en Turkestanen die hun onafhankelijkheid al dan niet gewapenderhand trachtten te bereiken.
- Anarchistische groeperingen, die vonden dat de revolutie niet ver genoeg ging en vooral niet van bovenaf moest worden gestuurd maar van onderaf door de bevolking zelf. Zij wezen het autoritaire karakter van de bolsjewieken af.

### Begin van de burgeroorlog
Op 20 november 1917 (o.s.) verklaarden de Donkozakken onder leiding van Aleksej Kaledin zich onafhankelijk. Wegens de opmars van de bolsjewistische troepen richting de hoofdstad van de Don-kozakken sloot Kaledin een bondgenootschap met het Vrijwilligersleger van Kornilov, Aleksejev en Denikin om te strijden tegen de bolsjewieken. Na een zesdaagse slag wisten de Don-Kozakken en het Witte Leger Rostov aan de Don in te nemen. Het Don-gebied werd overspoeld met vluchtelingen uit het bolsjewistische noorden. Onder de eerste 3.000 leden van het Vrijwilligersleger waren slechts enkele tientallen soldaten. De rest waren allemaal officieren of onderofficieren in het tsaristische leger geweest. Kornilov en de andere leiders van het Witte Leger wilden officieel niet de monarchie herstellen, maar eisten de bijeenroeping van de Grondwetgevende Vergadering. Kornilov had een afkeer van de liberale kadetten, terwijl Aleksejev juist met de liberalen wilde samenwerken. De Kozakkentroepen van Kaledin vielen uit elkaar. Op 8 februari veroverden de bolsjewieken de stad Taganrog en Kaledin schoot zichzelf dood. Op 23 februari hadden de bolsjewieken de hoofdstad van de Don-Kozakken veroverd.
Nadat de bolsjewieken Rostov aan de Don hadden veroverd trokken de 4.000 manschappen van het Witte Leger onder leiding van Kornilov naar de Koeban over de bevroren steppen. Achter het leger kwam een lange stoet van burgers. Deze tocht kwam bekend te staan als de IJsmars. Mensen die ziek, zwak of gewond waren bleven achter. De meeste gewonde burgers schoten zichzelf dood om niet gevangen genomen te worden door de bolsjewieken. Om aan voedsel te komen plunderden de Witten dorpen. De grootste terreuractie tijdens de IJsmars was in het dorp Lezjanka, waar zestig boeren werden vermoord. Op 23 maart 1918 kregen de troepen van Kornilov steun van 3000 Koebankozakken. Samen vielen zij op 10 april Jekaterinodar aan met hun gezamenlijke troepenmacht van 7000 man. Bij de slag kwam Kornilov om het leven toen een granaat op zijn hoofdkwartier insloeg. Denikin nam het commando over en beval een terugtocht naar de Don. Met vierduizend man kwam het Witte Leger onder commando van Denikin terug in het Dongebied, waar ze tien weken eerder waren vertrokken.
In die tussentijd waren de dorpen in het Dongebied het slachtoffer geworden van voedselvorderingen en hadden bolsjewieken honderden gijzelaars vermoord. Voor het verzet tegen de bolsjewieken werden milities opgezet door verschillende dorpen. Eind april 1918 verenigden de milities zich tot een leger met 10.000 ruiters onder leiding van generaal Pjotr Krasnov. Half juni had het leger van Krasnov ongeveer 40.000 manschappen. Krasnov werd een bondgenoot van het Vrijwilligersleger. Het Witte Leger was langs politieke lijnen verdeeld met in hun rangen monarchisten, liberalen, mensjewieken en sociaal-revolutionairen. Ook bestond er een groot meningsverschil tussen enerzijds de Russische centralisten tegenover Kozakken die streefden naar onafhankelijkheid. De generaals van het Witte Leger wilde de onteigeningen van de grootgrondbezitters door de boeren terugdraaien, wat zorgde dat de boeren nauwelijks steun verleenden aan de Witten.
Eind mei 1918 kwamen de bolsjewieken in conflict met het Tsjechisch Legioen. Het Tsjechisch Legioen was opgericht door Tsjechische nationalisten die in Rusland zaten om in de Eerste Wereldoorlog te vechten aan de kant van de Russen om Tsjechië te bevrijden van de onderdrukking door Oostenrijk-Hongarije. In 1917 telde het legioen ongeveer 35.000 manschappen. Nadat de bolsjewieken het verdrag van Brest-Litovsk hadden ondertekend, besloot het Tsjechisch Legioen om de oorlog voort te zetten. Zij wilden naar Frankrijk gaan via Vladivostok en de Verenigde Staten. Zij gebruikten hiervoor de Trans-Siberische spoorlijn met toestemming van de bolsjewieken. Op 14 maart werden enkele Tsjechen in de Oeral gearresteerd nadat zij hadden gevochten met Hongaarse Krijgsgevangenen. Trotski beval om iedere gewapende Tsjech op het spoor dood te schieten. Dit leidde tot gevechten tussen Tsjechen en de bolsjewieken. Het Tsjechisch Legioen veroverde op 26 mei Novonikolajevsk, op 28 mei Penza, op 31 mei Tomsk, op 6 juni Omsk op 29 juni Vladivostok.
De sociaal-revolutionairen in de oblast Samara sloten een verbond met de Tsjechen. De sociaal-revolutionairen veroverden de hoofdstad van Samara en richtte met Tsjechische hulp een eigen regering op, genaamd Komoetsj. De Komoetsj wilde de Grondwetgevende Vergadering herstellen. De Komoetsj kreeg steun van de Wolga-Tataren, Basjkieren, mensjewieken en kadetten. De Komoetsj-troepen en het Tsjechisch Legioen wisten Oefa op 6 juli, Simbirsk op 22 juli en Kazan op 6 augustus te veroveren. In Izjevsk kwamen op 8 augustus de arbeiders in opstand tegen de communisten en gaven hun steun aan de Koemoetsj. Begin september 1918 hadden de bolsjewieken ongeveer 700.000 manschappen samengebracht bij het front tegen Komoetsj, tweemaal zoveel als de Komoetsj. De communisten verjoegen de Komoetsj uit hun machtsbasis Samara. De Komoetsj vluchtte in oktober 1918 naar Oefa en sloot zich aan bij de regering van Omsk die werd gedomineerd door monarchisten en mensen die streden voor een onafhankelijk Siberië. De Komoetsj en de Omsk-regering vormden samen een regering met de naam Directoire. Op 17 november 1918 organiseerde de rechtervleugel een staatsgreep en nam de macht over. Aleksandr Koltsjak werd benoemd tot leider. In Siberië waren er ook Witte bendes actief, geleid door Grigori Semjonov en de “dolle baron” Roman von Ungern-Sternberg.
Na de Duitse capitulatie op 11 november 1918 verklaarden de bolsjewieken dat het vredesverdrag van Brest-Litovsk was geannuleerd. Zij vielen de Baltische landen en Oekraïne binnen. De geallieerden zegden hulp aan het Witte Leger toe. Daarnaast probeerden Groot-Brittannië en Frankrijk om gesprekken te beginnen met de bolsjewieken voor het vaststellen van de landsgrenzen. De geallieerden steunden de Witten, maar probeerden tegelijkertijd tot een vergelijk te komen met de bolsjewieken. Op 8 januari 1919 verenigden het Vrijwilligersleger en het Donleger van Krasnov zich tot de Geallieerde Strijdkrachten van Zuid-Rusland.
In de provincies Tambov, Rjazan, Toela, Kaloega, Smolensk, Vitebsk, Pskov, Novgorod en Mogiljov braken boerenopstanden uit tegen de communisten. Deze opstanden ontstonden door het geweld van de communisten tegen boeren voor dienstplicht, onteigening van paarden en inbeslagnames van voedsel. De communisten stuurden strafexpedities tegen dorpen uit wraak wegens desertie of verzet tegen voedselinbeslagname. Er werden gijzelaars genomen en doodgeschoten en soms werden hele dorpen door de communisten in brand gestoken. De bolsjewistische commissaris van Toela liet honderden boeren  zonder proces doodschieten. Meer soldaten stierven aan ziektes door onhygiënische omstandigheden en vervuild drinkwater dan aan gevechten. In 1918 deserteerden meer dan 1 miljoen soldaten uit het Rode Leger. In 1919 waren er officieel 2 miljoen Rode soldaten gedeserteerd en in 1921 waren er 4 miljoen deserteurs uit het Rode Leger.
De terreur van de bolsjewieken en de Witten leidde tot het ontstaan van het Groene Leger. Het Groene Leger is een verzamelnaam voor verschillende onafhankelijke groeperingen van boeren en arbeiders die zowel vochten tegen de communisten als tegen de Witten. Sommige legers noemden zichzelf het Groene Leger. Ook worden het Zwarte Leger en het Blauwe Leger (opstandelingen van de Tambov-opstand) onder de verzamelnaam “Groene Leger” gebracht. Sommige legers die onder het Groene Leger worden gerangschikt, vochten ook tegen elkaar.

### Offensieven van het Witte Leger

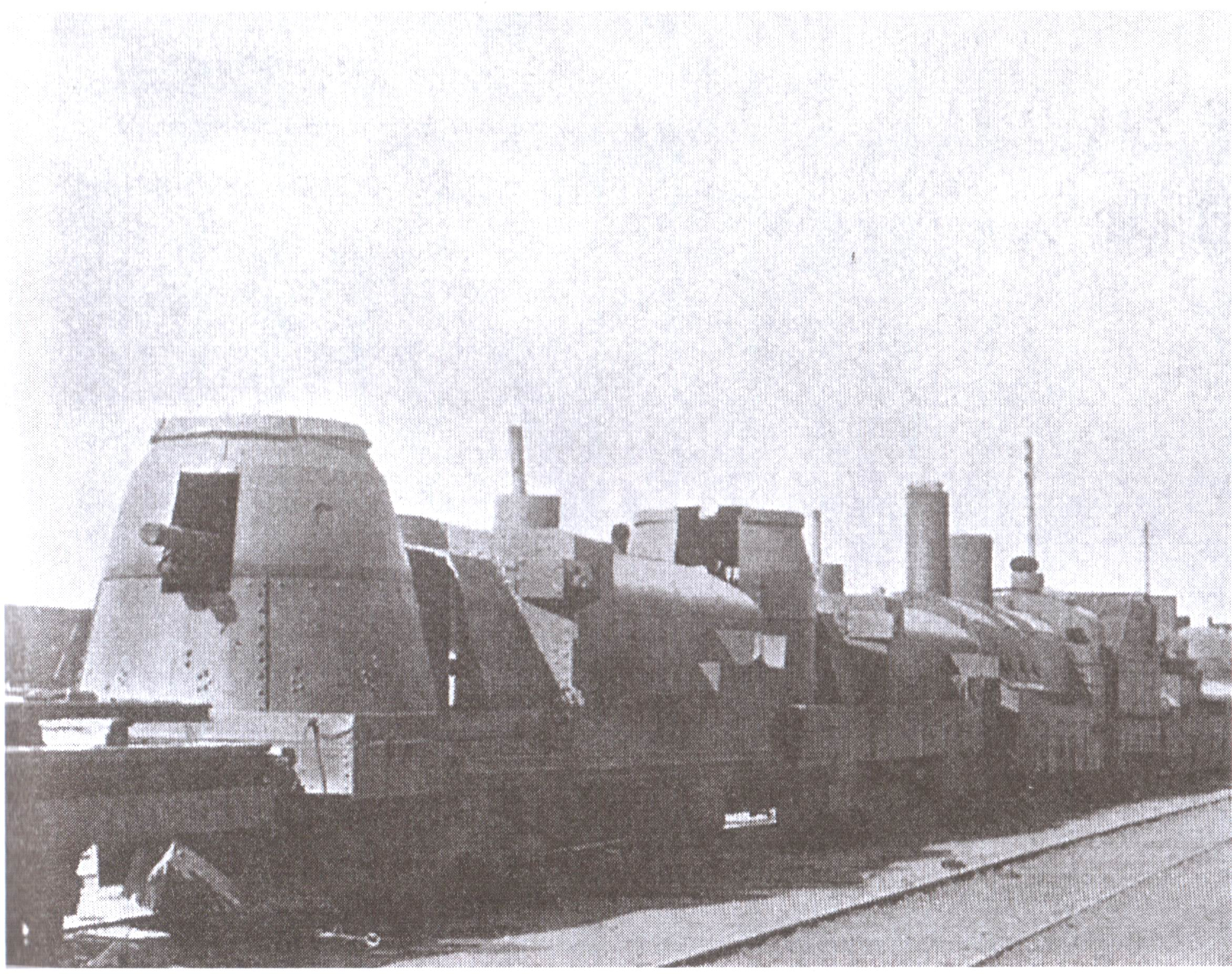
Gepantserde treinen werden door zowel de communisten als de Witten gebruikt.

De Witte troepen van Koltsjak begonnen op kerstavond 1918 een offensief. Half april 1919 hadden de troepen van Koltsjak de grens met ongeveer 300 kilometers opgeschoven. De bolsjewieken hadden te maken met opstanden van boeren achter hun oostfront. De boeren in de provincies Simbirsk en Samara kwamen in opstand met de leuze “Lang leve de Sovjets! Weg met de communisten.” In januari 1919 kwam een Brits bataljon naar Omsk en een kleine Britse marine-eenheid die de communisten op de rivier de Kama bevochten. In de eerste helft van 1919 kregen de troepen van Koltsjak van de Britten  ongeveer 1 miljoen geweren, 700 stuks veldartillerie, 800 miljoen patronen en uitrusting voor een half miljoen manschappen. Er waren 30.000 geallieerde troepen (Tsjechen, Britten, Amerikanen, Italianen en Fransen) waardoor Koltsjak werd beschermd tegen een aanval uit het Oosten. De geallieerden bewaakten de Trans-Siberische spoorlijn van Omsk naar Vladivostok.
Op 28 april 1919 begonnen de bolsjewieken een tegenoffensief onder leiding van Michail Froenze. Half juni 1919 waren de troepen van Koltsjak teruggedrongen tot de plek vanwaar ze hun offensief waren begonnen. Midden augustus 1919 werden Orenboerg en Jekaterinboerg door het Rode Leger veroverd. Op dat moment had Koltsjak de beschikking over 15.000 man – 1/8 van de grootte aan het begin van zijn offensief. Het leger van Koltsjak had te kampen met corruptie, waarbij rantsoenen en kleding gegeven door de Britten verkocht werden. Uiteindelijk liepen door corruptie, heling en desertie veel Rode soldaten met uniformen die de Britten aan de Witten hadden gegeven. Door de rekwisities door de Witten haatten de boeren hen. Dit leidde ertoe dat de boeren niet alleen vochten tegen de bolsjewieken, maar ook tegen het Witte Leger. Duizenden soldaten moesten door Koltsjak van het front worden gehaald voor acties tegen de boerenopstandelingen. Toen Omsk dreigde te worden belegerd, trok Koltsjak zijn troepen terug naar Irkoetsk, dat ongeveer 2500 kilometer ten oosten van Omsk lag. Ongeveer 500 kilometer voor Irkoetsk werd de trein van Koltsjak stilgezet door het Tsjechisch Legioen die hen uiteindelijk uitleverden aan de bolsjewieken. Het Tsjechisch Legioen was omgekocht door de bolsjewieken. Op 7 februari 1920 werd Koltsjak doodgeschoten.
In maart en april 1919 begon Denikin een offensief om de Donbas te veroveren. Hierdoor moesten de bolsjewieken hun manschappen verdelen over het oostfront tegen Koltsjak en het zuidfront tegen Denikin. De bolsjewieken waren het dekozakkisatiebeleid begonnen, waarbij in de eerste maanden van 1919 ongeveer 12.000 Kozakken werden geëxecuteerd. Het Witte Leger van Wrangel wist Tsarytsin in te nemen, omdat de bolsjewistische verdedigers wegvluchtten toen ze de Britse tanks van Wrangel zagen aankomen. Op 3 juli 1919 maakte Denikin zijn plan bekend om naar Moskou op te trekken. In plaats van een geconcentreerde opmars koos Denikin voor een breed front om grote gebieden te veroveren. Denikin stuurde een legerafdeling naar Oekraïne om de Oekraïense anarchisten van het Zwarte Leger aan te vallen. Tegelijkertijd met het offensief van Denikin begon in het noordwesten het Witte Leger aan een offensief richting Petrograd. Boeren verzetten zich tegen de Witten uit angst dat ze hun grond zouden afnemen. De communisten kondigden amnestie af voor alle deserteurs uit het Rode Leger. Door de amnestie van de communisten kwamen duizenden mensen terug in het Rode Leger. Het offensief van Denikin naar Moskou mislukte doordat de aanvoer aangevallen werd door het Zwarte Leger en de Oekraïense nationalisten van Symon Petljoera, verzet van de boeren en etnische minderheden, en het feit dat vele Witte troepenonderdelen meer bezig waren met plunderingen.
De Witte troepenmacht van Nikolaj Joedenitsj viel in oktober 1919 Petrograd aan. Joedenitsj had beschikking over 17.000 man, 52 stuks artilleriegeschut en 6 Britse tanks. Finland wilde het offensief van Joedenitsj met een grote legermacht steunen, maar alleen als de Witte beweging de onafhankelijkheid van Finland zou erkennen. Koltsjak weigerde dit. De bolsjewieken sloten toen een vredesverdrag met Finland. Ook Estland werd door de Witten geen onafhankelijkheid beloofd. De bolsjewieken vroegen aan Estland om hun steun aan het Witte Leger te stoppen in ruil voor de erkenning van Estse onafhankelijkheid, en dat werd door de Esten aanvaard. Lenin beval Trotski om een legermacht van 30.000 man te organiseren en daarna “machinegeweren achter hen op te stellen en er enkele honderden neer te schieten om er zeker van te kunnen zijn dat er een massale aanval op Joedenitsj plaatsvindt.”

### De overwinning van de communisten
Een aantal factoren deden de Burgeroorlog toch in het voordeel van de bolsjewieken omslaan:
- Er was weinig samenwerking tussen de Witten. Iedere generaal wilde de eer voor zichzelf, waardoor men weigerde aan gezamenlijke aanvallen deel te nemen. Dit gaf de Roden de gelegenheid een voor een met hun tegenstanders af te rekenen;
- Het Duitse ministerie van Buitenlandse Zaken verzekerde de bolsjewieken in Petrograd (na keizerlijke goedkeuring op 28 juni 1918) dat noch de Duitse troepen in de Baltische landen noch de Finse bondgenoten zouden oprukken naar Petrograd - dat ze moeiteloos hadden kunnen innemen. Hierdoor konden de enige inzetbare formaties, de Letse Schutters, door Lenin en Trotski vrijgemaakt worden voor het oprollen van het verzet langs de Trans-Siberische spoorlijn in de Oeral en Siberië. Hierdoor werd uiteindelijk deze gehele spoorlijn veroverd;[7]
- Trotski wist uit het ongedisciplineerde allegaartje dat hij ter beschikking had een leger van 5 miljoen man te vormen: het Rode Leger;
- Het wegen- en spoorwegnet werkte in het voordeel van de Roden. Zoals in het Romeinse Rijk alle wegen naar Rome leidden, zo leidden in Rusland alle spoorwegen (stervormig) naar Moskou. De Roden konden hierdoor hun troepen makkelijk van het ene naar het andere front verplaatsen;
- De buitenlandse interventie was te klein om veel invloed te hebben op de strijd, maar genoeg om de bevolking in de armen van de Roden te drijven;
- Lenin schafte het desastreus gebleken oorlogscommunisme af en verving dit door de Nieuwe Economische Politiek, waarin een aantal harde communistische economische maatregelen werden verzwakt of teruggenomen, ten gunste van kleinschalig particulier initiatief.

Een voor een werden de tegenstanders van de Roden verslagen. Archangelsk viel de Roden zonder slag of stoot in handen, nadat de Britten waren vertrokken en het verdedigende Witte leger uiteengevallen was. De Roden rukten op in Siberië, waar de Tsjechen hun vrije aftocht naar Vladivostok kochten met een geheime schat van de tsaar en de overdracht van admiraal Koltsjak. De Amerikanen hadden zich al teruggetrokken, in 1922 moesten de Japanners dit voorbeeld volgen. Joedenitsj' troepen werden van Petrograd weggeslagen. Denikin en Wrangel werden met de Fransen teruggedreven op de Krim, waar uiteindelijk de laatste Witten zich overgaven. De Polen werden tot Warschau teruggedreven, waarna ze echter toch nog onafhankelijkheid en een zeer ruim afgemeten gebied verkregen want de Roden wilden de handen vrij hebben. Finland, Estland, Letland en Litouwen werden opgegeven, maar Oekraïne, Armenië, Azerbeidzjan, Georgië en Turkmenistan werden weer stevig onder Russische heerschappij gebracht. In 1921 was de oorlog feitelijk al door de Roden gewonnen, maar de Japanners verlieten Siberië pas in 1922, en de binnenlandse onrust was pas in 1924 geheel onderdrukt.

## Slachtoffers
De oorlog werd aan weerszijden wreed uitgevochten. De Witten vermoordden circa 100.000 joden in georganiseerde pogroms. Generaal Wrangel liet Rode officieren executeren om hun soldaten over te halen zich bij zijn legers aan te sluiten, terwijl generaal Koltsjak in Omsk een compleet Rood leger liet vermoorden. Witte kozakken sleepten Rode gevangenen aan lasso's over de grond, en kookten lastige guerrilla's in de ketels van locomotieven. De Roden roeiden hele dorpen uit en stichtten op de grondvesten van de tsaristische geheime politie Ochrana de Tsjeka, die duizenden mensen doodde – als vergelding of als waarschuwing. Priesters werden op palen gespietst, en Witte officieren werden kooien met ratten op het lichaam gebonden, die vervolgens verhit werden waardoor de ratten zich door de lichamen heen een uitweg vraten. Klagers werden zonder pardon tegen de muur gezet. Ook werden de tsaar en zijn gezin vermoord, vermoedelijk op persoonlijk bevel van Lenin. Een van de grootste slachtpartijen vond plaats door de Tasjkentsovjet, die na de verovering van Kokand meer dan 10.000 soldaten en - vooral - burgers ombracht.
Slachtoffer werden de burgers. De Rode en Witte terreur eisten miljoenen levens. Tevens braken er hongersnoden en ziekten uit. Alsof burgers van de Roden en Witten nog niet genoeg te vrezen hadden, moesten ze ook bang zijn voor elkaar: plunderingen, moord, berovingen en kannibalisme werden gesignaleerd. Men schat dat tussen 1918 en 1923 circa 15 miljoen Russen het leven hebben gelaten.